# Gilmar Estevam
Gilmar Estevam (Belo Horizonte, 11 de abril de 1967), é  um treinador e ex-futebolista brasileiro que atuava como atacante. Atualmente, é treinador do América de Teófilo Otoni.

## Carreira
Revelado pelo extinto Santo Antônio Futebol Clube, de Teófilo Otoni. Teve passagens pelo Democrata de Governador Valadares, Cruzeiro, São Paulo e Vitória de Guimarães de Portugal. E pelo São Paulo foi campeão da Taça Libertadores de 92.
Como treinador, começou sua carreira em 2004, como auxiliar técnico do Esporte Clube Democrata de Governador Valadares, onde foi vice-campeão da Taça Minas Gerais e campeão do Módulo II do Campeonato Mineiro. Gilmar também deu um tempo nos times profissionais e foi treinar as categorias de base do Valadares Country Clube, de Governador Valadares. Foi o técnico do América de Teófilo Otoni entre 2008 e 2013, levando o time à semifinal do Módulo I do Mineiro em 2011. Comandou oDemocrata-GV entre 2014 e 2015.
Gilmar Estevam assumiu o comando do América de Teófilo Otoni em 3 de março de 2016, essa é a terceira passagem dele na equipe. No decorrer do ano Estevam deixou o comando da equipe mineira. Mas em agosto do mesmo ano, Estevam foi apresentado pela diretoria do Nacional Atlético Clube (Muriaé), como novo treinador da equipe para o ano de 2017, com o objetivo de conseguir com o clube, o acesso para a Primeira Divisão do Campeonato Mineiro de 2018. Atualmente, Gilmar Estevam junto com a comissão técnica realizam a observação, seleção e contratação de jogadores para 2017.

## Títulos
São Paulo
- Copa Libertadores da América: 1992[1]